# Santanaïta
La santanaïta és un mineral de la classe dels sulfats. Rep el seu nom de la mina Santa Ana, a Xile, la seva localitat tipus.

## Característiques
La santanaïta és un cromat de fórmula química Pb₁₁(CrO₄)O₁₂. Va ser aprovada com a espècie vàlida per l'Associació Mineralògica Internacional l'any 1971. Cristal·litza en el sistema hexagonal. Es troba en forma de cristalls hexagonals en forma de plaques, aplanats en {0001}, de fins a 0,5 mil·límetres, en agregats. La seva duresa a l'escala de Mohs és 4.
Segons la classificació de Nickel-Strunz, la santanaïta pertany a «07.FB - Cromats amb O, V, S, Cl addicionals» juntament amb els següents minerals: fenicocroïta, wattersita, deanesmithita i edoylerita.

## Formació i jaciments
Es troba com a producte d'alteració de la galena amb altres minerals que contenen crom en una dipòsit de plom hidrotermal oxidat. Sol trobar-se associada a altres minerals com: galena, fenicocroïta, wulfenita cròmica, diaboleïta i quars. Va ser descoberta a la mina Santa Ana, a Caracoles, al districte de Sierra Gorda (Província d'Antofagasta, Regió d'Antofagasta, Xile), l'únic lloc on ha estat trobada.